# Elexacaftor/tezacaftor/ivacaftor
Elexacaftor/tezacaftor/ivacaftor, vendu sous les noms commerciaux Trikafta (États-Unis) ou Kaftrio (UE), est une association médicamenteuse à dose fixe utilisée pour traiter la mucoviscidose,
. Elexacaftor/tezacaftor/ivacaftor est une combinaison d'ivacaftor, un ouvreur de canal chlorure, d'elexacaftor (en) et de tezacaftor (en), des modulateurs CFTR qui aident le CFTR à atteindre la surface de la cellule.
En 2022, plus de la moitié des personnes vivant avec la mucoviscidose en France prennent ce traitement.

## Usage médical
L'association est indiquée pour le traitement des personnes âgées de six ans et plus atteintes de mucoviscidose avec une mutation F508del ou d'autres mutations du gène CFTR,. 
C'est un médicament « particulièrement couteux » dit « d'exception » dont l'utilisation est approuvée aux États-Unis, au Canada, dans l'Union européenne et en Australie. 
En France, il est autorisé depuis juillet 2021 (par voie orale, pour les patients de plus de 12 ans porteurs d’au moins une mutation spécifique de la mucoviscidose. Un accord de commercialisation et de remboursement a été obtenu, demandé par les associations des patients et des professionnels de santé. 
Le médicament associe trois principes actifs : 
1. Elexacaftor : un correcteur de la protéine CFTR (Cystic Fibrosis Transmembrane Conductance Regulator), qui aide à restaurer la fonction de cette protéine chez les patients ayant certaines mutations.
2. Tezacaftor : un autre correcteur qui agit en synergie avec l'elexacaftor pour améliorer la stabilité et la fonction de CFTR.
3. Ivacaftor : un activateur (ou "potentiator") qui améliore l'ouverture du canal CFTR pour permettre un transport plus efficace des ions chlorure.

Ce médicament est conçu pour traiter les patients porteurs d'au moins une mutation F508del du gène CFTR, la plus fréquente dans la mucoviscidose.

### Indications
Elexacaftor/Tezacaftor/Ivacaftor est indiqué pour les patients atteints de mucoviscidose âgés de 6 ans ou plus (dans de nombreux pays, l'approbation a été élargie à cette tranche d'âge après des études supplémentaires) et portant au moins une copie de la mutation F508del.

### Efficacité
Des études cliniques ont démontré que ce traitement améliore de manière significative la fonction pulmonaire, mesurée par le VEMS (volume expiratoire maximal par seconde), la qualité de vie, avec une réduction des symptômes respiratoires, permet une diminution des exacerbations pulmonaires et un gain de poids corporel grâce à une meilleure digestion et absorption.

## Effets secondaires
Les effets indésirables les plus fréquents affectant plus de 5 % des patients sont des maux de tête, des infections des voies respiratoires supérieures, des douleurs abdominales, des diarrhées, des éruptions cutanées, l'augmentation de l'alanine aminotransférase, la congestion nasale, l'augmentation de la créatine phosphokinase sanguine, l'augmentation de l'aspartate aminotransférase, la rhinorrhée, la rhinite, la grippe, la sinusite et l'augmentation de la bilirubine sanguine,.
Bien que portant sur un petit nombre de patients, des doses réduites chez les patients ayant présenté des effets indésirables peuvent être efficaces.

## Interactions médicamenteuses
L'association avec des inducteurs du gène CYP3A (en) est déconseillée,. La posologie doit être ajustée avec des inhibiteurs modérés ou puissants du gène CYP3A,.
D'autres médicaments présentent un potentiel d'interaction : la warfarine, la digoxine, les statines, le glyburide, le natéglinide, le répaglinide,.

## Effets sociopsychologiques
Une étude baptisée « Revivre » a été faite en France, basée sur les récits de vie de malades ainsi soignés. Elle montre qu'ils ressentent d'importants changements physiologiques (plus de toux, prise de poids, problèmes dermatologiques, sensations nouvelles de vigueur, etc.) pouvant induire un remaniement identitaire et une déconstruction/reconstruction psychique, sociale et existentielle. « Revivre est un processus qui requiert un travail de soi et de soin », certains se sentant devenir une autre personne. Parmi les patients plus âgés, certains ont l'impression que leur corps est comme « une vieille voiture avec un moteur trop puissant » ou peuvent être perturbés par un corps tout à coup devenu silencieux, aux capacités nouvelles très supérieures à celles de leur corps handicapé par la maladie, et ayant besoin de beaucoup moins de soins. Selon Céline Lefève et ses collègues (2024), « le Kaftrio, grâce à l'amélioration physique qu'il amène, loin de supprimer les besoins de soin, les redéfinit. Ainsi, les pratiques et les relations de soin ne doivent pas nécessairement être interrompues, mais plutôt redéployées » ; le soin « devrait inclure le soin de soi (du temps pour revenir à soi), des soins du corps (activité physique, kinésithérapie, diététique) et de la psyché, mais aussi un ensemble de soins relationnels (partages d'expériences et accompagnements entre pairs, coachings, soutien social) permettant de répondre aux besoins, toujours singuliers, des personnes engagées sur le chemin du revivre ».

## Fabrication et marketing
La société Vertex Pharmaceuticals fabrique le médicament. Alors que le coût de fabrication des doses nécessaires pour traiter un patient pendant un an serait de l'ordre de 5 000 €, la société le vend en Europe au prix de plus de 200 000 € en 2021. Ce prix a toutefois baissé par la suite, mais serait toujours de l'ordre de 100 000 €/an en 2024.  